# The Ultimate Fighter Brazil 3 Finale: Miocic vs. Maldonado
The Ultimate Fighter Brazil 3 Finale: Miocic vs. Maldonado è stato un evento di arti marziali miste tenuto dalla Ultimate Fighting Championship il 31 maggio 2014 al Ginásio do Ibirapuera di San Paolo, Brasile.

## Retroscena
L'evento ospitò le finali dei tornei dei pesi massimi e dei pesi medi della terza stagione brasiliana del reality show The Ultimate Fighter.
Fu la prima volta per una stagione brasiliana del TUF nella quale uno dei due allenatori non era brasiliano; inoltre vennero coinvolti volti noti dello sport del paese sudamericano come la campionessa del mondo di pallacanestro Hortência de Fátima Marcari e la campionessa del mondo di beach volley Maria Isabel Barroso Salgado.
Sempre il 31 maggio 2014 si tenne anche UFC Fight Night: Munoz vs. Mousasi in Germania: è la seconda volta che l'UFC organizza due eventi lo stesso giorno, la prima volta successe nel 2012 con gli eventi UFC on FX: Sotiropoulos vs. Pearson e The Ultimate Fighter: Team Carwin vs. Team Nelson Finale.

## Risultati
|                                                 | Divisione       |                       |                 |                    | Metodo                                      | Round           | Tempo           | Premio          |
| Card principale                                 | Card principale | Card principale       | Card principale | Card principale    | Card principale                             | Card principale | Card principale | Card principale |
| ----------------------------------------------- | --------------- | --------------------- | --------------- | ------------------ | ------------------------------------------- | --------------- | --------------- | --------------- |
|                                                 | Pesi Massimi    | Stipe Miočić          | batte           | Fábio Maldonado    | KO Tecnico (pugni)                          | 1               | 0:35            | POTN            |
| Finale del torneo The Ultimate Fighter Brazil 3 | Pesi Massimi    | Antonio Carlos Júnior | batte           | Vitor Miranda      | Decisione unanime (30-27, 30-27, 29-28)     | 3               | 5:00            | TUF             |
| Finale del torneo The Ultimate Fighter Brazil 3 | Pesi Medi       | Warlley Alves         | batte           | Márcio Alexandre   | Sottomissione (ghigliottina)                | 3               | 0:25            | POTN + TUF      |
|                                                 | Pesi Welter     | Demian Maia           | batte           | Alexander Yakovlev | Decisione unanime (30-27, 30-27, 30-27)     | 3               | 5:00            |                 |
|                                                 | Pesi Piuma      | Robbie Peralta        | batte           | Rony Jason         | Decisione non unanime (29-28, 27-30, 30-27) | 3               | 5:00            |                 |
| Card preliminare                                |                 |                       |                 |                    |                                             |                 |                 |                 |
|                                                 | Pesi Leggeri    | Rashid Magomedov      | batte           | Rodrigo Damm       | Decisione unanime (30-27, 30-27, 30-27)     | 3               | 5:00            |                 |
|                                                 | Pesi Leggeri    | Elias Silvério        | batte           | Ernest Chavez      | Sottomissione (rear naked choke)            | 3               | 4:21            |                 |
|                                                 | Pesi Welter     | Gasan Umalatov        | batte           | Paulo Thiago       | Decisione unanime (30-27, 30-27, 29-28)     | 3               | 5:00            |                 |
|                                                 | Pesi Piuma      | Kevin Souza           | batte           | Mark Eddiva        | KO Tecnico (pugni)                          | 2               | 4:52            | FOTN            |
|                                                 | Pesi Medi       | Ricardo Abreu         | batte           | Wagner Silva       | Sottomissione (rear naked choke)            | 2               | 1:06            | TUF             |
|                                                 | Pesi Massimi    | Marcos Rogério        | batte           | Richardson Moreira | KO (pugni)                                  | 1               | 0:20            |                 |
|                                                 | Pesi Gallo      | Pedro Munhoz          | batte           | Matt Hobar         | KO Tecnico (pugni)                          | 1               | 2:47            |                 |

## Premi
I lottatori premiati ricevettero un bonus di 50.000 dollari.
Inoltre vennero premiati con 25.000 dollari alcuni atleti che presero parte al reality show per la loro performance durante il torneo: tra questi anche Guilherme Vasconcelos che non lottò in questo evento.
Legenda:
- FOTN: Fight of the Night (vengono premiati entrambi gli atleti per il miglior incontro dell'evento)
- POTN: Performance of the Night (viene premiato il vincitore per la migliore performance dell'evento)
- TUF: Bonus per la prestazione durante la stagione di The Ultimate Fighter

## Incontri annullati
|  | Divisione         |               |        |                   | Motivo                          |
|  | ----------------- | ------------- | ------ | ----------------- | ------------------------------- |
|  | Pesi Mediomassimi | Chael Sonnen  | contro | Wanderlei Silva   | Incontro posticipato a UFC 175  |
|  | Pesi Massimi      | Stipe Miočić  | contro | Junior dos Santos | dos Santos infortunato          |
|  | Pesi Welter       | Demian Maia   | contro | Mike Pierce       | Pierce infortunato              |
|  | Pesi Gallo        | Pedro Munhoz  | contro | Wilson Reis       | Reis rimpiazzato con Matt Hobar |
|  | Pesi Piuma        | Diego Brandão | contro | Brian Ortega      | Brandão infortunato             |